# Ivan Oblyakov
Ivan Sergeyevich Oblyakov (tiếng Nga: Иван Сергеевич Обляков; sinh ngày 5 tháng 7 năm 1998) là một cầu thủ bóng đá người Nga thi đấu ở vị trí tiền vệ trung tâm cho CSKA Moskva.

## Sự nghiệp câu lạc bộ
Anh có màn ra mắt tại Giải bóng đá ngoại hạng Nga cho F.K. Ufa vào ngày 31 tháng 7 năm 2016 trong trận đấu với F.K. Ural Sverdlovsk Oblast.

## Thống kê sự nghiệp

### Câu lạc bộ
Tính đến 26 tháng 5 năm 2019
| Câu lạc bộ          | Mùa giải            | Giải vô địch                | Giải vô địch | Giải vô địch | Cúp     | Cúp       | Châu lục | Châu lục  | Khác    | Khác      | Tổng cộng | Tổng cộng |
| Câu lạc bộ          | Mùa giải            | Hạng đấu                    | Số trận      | Bàn thắng    | Số trận | Bàn thắng | Số trận  | Bàn thắng | Số trận | Bàn thắng | Số trận   | Bàn thắng |
| ------------------- | ------------------- | --------------------------- | ------------ | ------------ | ------- | --------- | -------- | --------- | ------- | --------- | --------- | --------- |
| F.K. Ufa            | 2016–17             | Giải bóng đá ngoại hạng Nga | 20           | 1            | 2       | 0         | –        | –         | –       | –         | 22        | 1         |
| F.K. Ufa            | 2017–18             | Giải bóng đá ngoại hạng Nga | 20           | 2            | 1       | 0         | –        | –         | –       | –         | 21        | 2         |
| F.K. Ufa            | 2018–19             | Giải bóng đá ngoại hạng Nga | 5            | 0            | 0       | 0         | 6        | 1         | 0       | 0         | 11        | 1         |
| F.K. Ufa            | Tổng cộng           | Tổng cộng                   | 45           | 3            | 3       | 0         | 6        | 1         | 0       | 0         | 54        | 4         |
| CSKA Moscow         | 2018–19             | Russian Premier League      | 23           | 3            | 0       | 0         | 6        | 0         | 0       | 0         | 29        | 3         |
| CSKA Moscow         | 2019–20             | Russian Premier League      | 0            | 0            | 0       | 0         | 0        | 0         | –       | –         | 0         | 0         |
| CSKA Moscow         | Tổng cộng           | Tổng cộng                   | 23           | 3            | 0       | 0         | 6        | 0         | 0       | 0         | 29        | 3         |
| Tổng cộng sự nghiệp | Tổng cộng sự nghiệp | Tổng cộng sự nghiệp         | 68           | 6            | 3       | 0         | 12       | 1         | 0       | 0         | 83        | 7         |

### Quốc tế
Tính đến ngày 20 tháng 11 năm 2023
| Đội tuyển quốc gia | Năm       | Trận | Bàn |
| ------------------ | --------- | ---- | --- |
| Nga                | 2020      | 2    | 0   |
| Nga                | 2023      | 6    | 2   |
| Tổng cộng          | Tổng cộng | 8    | 2   |

#### International goals
Bàn thắng và kết quả của Nga được để trước.
| # | Ngày                 | Địa điểm                                       | Đối thủ | Bàn thắng | Kết quả | Giải đấu |
| - | -------------------- | ---------------------------------------------- | ------- | --------- | ------- | -------- |
| 1 | 16 tháng 10 năm 2023 | Khu liên hợp thể thao Mardan, Aksu, Thổ Nhĩ Kỳ | Kenya   | 2–2       | 2–2     | Giao hữu |
| 2 | 20 tháng 11 năm 2023 | Volgograd Arena, Volgograd, Nga                | Cuba    | 1–0       | 8–0     | Giao hữu |